# Цветков, Дмитрий Павлович
Дми́трий Па́влович Цветко́в (вод. Dmitri Pavlovic Tsvetkov; 30 августа 1890, Краколье, Санкт-Петербургская губерния — 26 августа 1930) — русский и эстонский лингвист и педагог водского происхождения. Специалист по водскому языку.

## Биография
Дмитрий Цветков родился в деревне Краколье Ямбургского уезда Санкт-Петербургской губернии. Он был вторым ребёнком в семье водских крестьян. Его отец Павел Григорьевич учился только два года, а мать Агафья Илларионовна была неграмотной.
С 1911 года до начала Первой мировой войны работал в Карелии, а в 1914-1916 годах обучался в Петербургской высшей школе. В 1918 году вернулся в родную деревню, где собрался работать школьным учителем, но не успел, так как был мобилизован Ингерманландским полком. Во время Гражданской войны воевал на стороне белых, и после войны остался в Эстонии, где устроился учителем в Вяйнолянскую школу в деревне Венекюля, где преподавал русский язык. Кроме того, обучался в Тартуском университете, будучи одним из немногих его студентов-вожан.
Застрелился из-за несчастной любви. Похоронен в Ивангороде.

## Водский язык
Уже в Венекюля Цветков по собственной инициативе занялся изучением водского языка. За короткий период жизни он успел создать водскую грамматику, водский словарь. Помимо этого, он перевёл на водский язык рассказ А. П. Чехова «Ванька», опубликовал небольшой этнографический материал, собранный им в водских деревнях, а также написал статью «Немного расскажу о води», написанную в 1924 году. Опубликована она была в 1931 году в Тарту, уже после смерти писателя.